# Самгук Сагі
Самгук Сагі (кор. 삼국사기) — найдавніша зі збережених літературних та історичних пам'яток Кореї. Історичні записи періоду Трьох держав Кореї: Когурьо, Пекче і Сілла.
Самгук Сагі була написана класичною китайською мовою, як і вся корейська література того часу. Складання почалося за вказівкою корьоського вана Інджона (правив у 1122—1146 роках) і здійснювалося під керівництвом придворного історика Кім Бусіка групою вчених. Була закінчена у 1145 році.
Слідуючи традиції китайської історіографії, Кім Бусік склав свій твір з наступних частин: літописів, хронології, різних описів і біографій. Весь твір складається з 50 книг, з яких 12 книг (1-12) займають «Літописи Сілла», 10 книг (13-22) — «Літописи Когурьо», 6 книг (23 — 28) — «Літописи Пекче», 3 книги (29-31) — «Хронологія», 9 книг (32-40) — «Опис» і 10 книг (41-50) — «Біографії».
Відразу ж після складання Самгук сагі стали з'являтися видання цього твору, але найдавніші з них (періоду Корьо) не збереглися, і зараз найстарішим вважається ксилографічне видання, підготовлене в кінці XIV ст. Чін Игві і Кім Году. На цьому виданні ґрунтувалися набірні тексти часу династії Лі й пізніші видання.